# Polycoccum opulentum
Polycoccum opulentum är en svampart som tillhör divisionen sporsäcksvampar, och som först beskrevs av Theodor 'Thore' Magnus Fries och Almq., och fick sitt nu gällande namn av Arnold. Polycoccum opulentum ingår i släktet Didymocyrtis, och familjen Dacampiaceae. Arten är reproducerande i Sverige.